# Засенчваща бобина
Засенчваща бобина e вид реле с намотка на късо съединение, чиято част от полюса на се активизира от променлив ток, чрез магнит за намаляване на магнитния поток. Индуцираните токове в намотката са използвани за самопуск на еднофазни двигатели.
Свойството на свойството позволява затварянето на арматурните пера, когато основният поток спада до нула (например 100 или 120 пъти на секунда с 50 (или 60) цикъла AC).
Без този засенчващ пръстен, арматурата би имала тенденция да се отваря всеки път, когато основният поток премине през нула и създава шум, топлина и механични повреди по лицевите повърхности на магнита (например намаляване на подскачащите контакти на релето или захранването и трептенето.